# 上海话
上海话，又名沪语。是主要分布于上海的语言，吴语中最具影响力的方言之一，屬太湖片苏沪嘉小片。历史上的上海对外移民风潮，使得上海话的影响范围不断扩大，如在香港、臺灣以及美国、日本、澳洲等地，上海话亦有一些使用者。

## 历史
上海话属于吴语太湖片。
上海旧属松江府，曾隶属嘉兴府，语言以嘉兴话为主。松江府成立后，松江地区方言在嘉兴话的基础上独立发展，形成吴语中发展相对滞后的松江话。根据《松江府志》记载：明代是“府城视上海为轻，视嘉兴为重”。而到清朝则是“府城视上海为轻，视苏州为重”。苏州话因其权威性和丰富的文学形式（吴语小说、传奇、弹词和民歌等）对上海话也有过重要影响。
上海开埠后移民大量涌入，各路移民的语言对上海话造成了一番影响，尤以宁波话为重。因为宁波移民较多，现在上海话的第一人称复数“阿拉”即来自宁波话。这样，形成以上海本地话（松江话）为主，多种吴语方言（苏州话、宁波话为主）的共存、混杂和融合的新上海话。新上海话继承了老上海话的基本特色，融合了北部吴语的主流特征，一跃成为太湖片吴语区发展最快的分支，也替代传统的苏州话成为最有影响力的吴语方言，并与苏州话一起成为当代吴语的代表方言。
人口迁移是造成上海话语音简化并成为各地吴语“最大公约数”和代表音的最重要的原因之一。其他吴语使用者易于理解上海话的语音、词汇和语法结构。所以上海话有成为吴语区，起码是北吴语地区，的通用语的基础和趋势，曾经在1970年代前后成为长三角地区通用语。目前由于推广普通话，上海话在吴语区的影响力有所降低，普通话取代了地方語言的作为主要的沟通工具。

## 口音分區
廣義的上海話是指吴语太湖片上海小片的各吳語口音之和。依照古調類在今各口音中的分化情況，可分為市區、崇明、練塘、松江、嘉定、商榻六個口音分區。上海方言的分區與長江、古松江、古泖河水系的分佈和走向，以及上海地區的歷史行政區劃的隸屬關係密切。如崇明口音與江南的四種口音依長江劃界，明代以前，崇明地區歸江北揚州路管轄，海門、啟東與其關係密切，因此今崇明方言區特點較長江南岸各區更近於海門話和啟東話。

### 市区方言区
市區口音即指狹義的「上海話」（也是通常所指的“上海话”），主要分佈範圍限於浦西市區，包括黃浦、徐匯、長寧、靜安、普陀、虹口、楊浦共7區，另市郊寶山、南匯、奉賢、崇明4區內15個市屬農場也使用市區方言。
上海話內部可分為老、中、新三派。老派上海話為部分1920年前後出生、土生土長的老者使用，以舊上海縣城（大致位置在原南市區）的口音為代表，老上海稱之為「城裏閒話」，與城西徐家匯一帶的「浦西閒話」、黃浦江以東的「浦東閒話」，以及原市區北部虹口一帶的「虹口閒話」均略有區別。現行概念中的上海話實際包括市區中派和新派口音。中派上海話為1940–1965年前後出生的上海本地居民所操的口音，常兼具老派與中派特徵。新派口音的使用者年齡一般在50歲以下。一般「中派上海話」較多被視為「正宗上海話」，上海人民廣播電台放送口音亦採用該口音。

### 崇明方言区
包括崇明区全区，包括崇明岛、长兴岛、横沙岛；

### 练塘方言区
包括青浦区西南部的练塘镇、金泽镇（不包括商榻）；

### 松江方言区
可再分松江、市区外围、浦东3个小区；

### 嘉定方言区
包括嘉定区大部和宝山区大部，南界沿着古吴淞江河道与松江方言区相邻；

### 商榻方言区
包括商榻地区，整体与苏州话类似。

## 语音

### 内部分歧
上海话内部有分歧，主要以年龄区别老派、中派和新派。
- 老派：声母27个，韵母51个，声调6个（阴平、阴上、阴去、阳去、阴入、阳入）
- 中派：声母28个（增加[ʑ]），韵母43个，声调5个（阴平、阴去、阳去、阴入、阳入）
- 新派：声母28个，韵母32个，声调5个（阴平、阴去、阳去、阴入、阳入）

下面关于语音的具体描写以中派上海话为基础，兼顾老派和新派的一些特点。

### 声母
跟多数其他吳語方言一样，上海话拥有一整套的浊塞音、不送气清塞音和送气清塞音的对立。此外，还有一套对立的清擦音和浊擦音。
|        |          | 雙唇  | 唇齒 | 齒齦     | 龈顎 | 軟顎 | 聲門 |
| ------ | -------- | ----- | ---- | -------- | ---- | ---- | ---- |
| 塞音   | 清不送氣 | /p/   |      | /t/      |      | /k/  | /ʔ/  |
| 塞音   | 清送气   | /pʰ/  |      | /tʰ/     |      | /kʰ/ |      |
| 塞音   | 鬆浊     | /b̥/   |      | /d̥/      |      | /g̊/  |      |
| 鼻音   | 鬆       | /m/   |      | /n/      | /ȵ/  | /ŋ/  |      |
| 鼻音   | 先喉塞   | /ʔm/  |      | /ʔn/     | /ʔȵ/ | /ʔŋ/ |      |
| 擦音   | 清       | (/ɸ/) | /f/  | /s/      | /ɕ/  |      | /h/  |
| 擦音   | 鬆浊     | (/β̊/) | /v̥/  | /z̥/      | /ʑ̥/  |      | /ɦ̥/  |
| 塞擦音 | 清不送氣 |       |      | /ts/     | /ʨ/  |      |      |
| 塞擦音 | 清送氣   |       |      | /tsh/    | /ʨʰ/ |      |      |
| 塞擦音 | 鬆濁     |       |      | （/dz/） | /ʥ̥/  |      |      |
| 邊音   | 鬆       |       |      | /l/      |      |      |      |
| 邊音   | 先喉塞   |       |      | /ʔl/     |      |      |      |
注：
1. 老派合口三等的非敷母读 /ɸ/，奉微母读 /β̊/，与合口一二等的晓、匣母分别同音。中派、新派两者不混，分别读 /f, v̥/ 和 /h, ɦ̥/ 声母。
2. 老派、中派读 /z̥/ 声母的日母字，新派读为 /l/。
3. 老派分尖团音，如：“酒” /ʦiɤ5/ ≠ “九” /ʨiɤ5/。中派和新派不分尖团，全读 /ʨ, ʨʰ, ɕ/，如：“酒” = “九” /ʨiɤ34/。因此老派比中派、新派少 /ʑ̥/ 声母，凡中、新派读 /ʑ̻/ 声母的字，老派均读 /z̥/ 声母，如：“齐” /z̥i13/。中派的 /ʑ̥/ 声母字，若北京话读 /ʨ, ʨʰ/ 声母的，新派一般并入 /ʥ̥/ 声母，如：“钱” /ʥ̥ʏ23/，另有少数读 /ɦ̥/ 声母，如：“谢” /ɦ̥ia/。b
4. 匣母一般读 /ɦ̥/ 声母，但一部分北京话 /ɕ/ 声母的字，有些青少年誤读 /ʑ̥/ 声母，如：“行” /ʑ̥iŋ23/。
5. 普通鼻音对应阳声调（3、5），先喉塞鼻音对应阴声调（1、2、4）。

### 韵母
中古汉语的[-m]韵尾和 [-n]鼻韵尾在上海话中合流成鼻化，并最终丢失而并入了阴声韵。一些中古汉语的[-ŋ]韵尾也变成了鼻化音。中古汉语的[-p -t -k] 在上海话中已经变成喉塞音[-ʔ]。

#### 中派上海话的韵母（43个）
|        | 開尾韻（18个） | 開尾韻（18个） | 開尾韻（18个） | 開尾韻（18个） | 開尾韻（18个） | 開尾韻（18个） | 開尾韻（18个） |
| ------ | -------------- | -------------- | -------------- | -------------- | -------------- | -------------- | -------------- |
| 開口呼 | /ɿ/ 知次住     | /a/ 太柴鞋     | /o/ 花模蛇     | /ɔ/ 保朝高     | /ɤ/ 斗丑狗     | /ᴇ/ 雷來蘭     | /ø/ 干最亂     |
| 齊齒呼 | /i/ 基錢微     | /ia/ 野寫亞    |                | /iɔ/ 條焦橋    | /iɤ/ 流尤休    | /iᴇ/ 廿念也    |                |
| 合口呼 | /u/ 波歌做     | /ua/ 怪淮娃    |                |                |                | /uᴇ/ 貫回彎    | /uø/ 官歡完    |
| 撮口呼 | /y/ 居女羽     |                |                |                |                |                | /yø/ 軟圓權    |
|        | 鼻化韻和鼻尾韻（12个） | 鼻化韻和鼻尾韻（12个） | 鼻化韻和鼻尾韻（12个） | 鼻化韻和鼻尾韻（12个） | 入聲韻（9个） | 入聲韻（9个） | 入聲韻（9个） |
| ------ | ---------------------- | ---------------------- | ---------------------- | ---------------------- | ------------- | ------------- | ------------- |
| 開口呼 | /ɐ̃/ 冷長硬             | /ɑ̃/ 堂放忙             | /ən/ 奮登論            | /ʊ̆ŋ/ 翁蟲風            | /ɐʔ/ 辣麥客   | /əʔ/ 舌色割   | /oʔ/ 北郭角   |
| 齊齒呼 | /iɐ̃/ 良象陽            | /iɑ̃/ 旺                | /ɪ̆ɲ/ 緊人靈            | /iʊ̆ŋ/ 榮窮濃           | /iɐʔ/ 藥約腳  | /ɪ̆ʔ/ 筆亦吃   | /ioʔ/ 肉玉浴  |
| 合口呼 | /uɐ̃/ 橫光（～火）      | /uɑ̃/ 光汪況            | /uən/ 困魂溫           |                        | /uɐʔ/ 挖刮劃  | /uəʔ/ 活擴骨  |               |
| 撮口呼 |                        |                        | /ʏ̆ɲ/ 均雲訓            |                        |               | /ʏ̆ʔ/ 血確悅   |               |
| 其他（4个） | /əl/ 而爾耳 | /m̩/ 姆畝嘸 | /n̩/ /n̩ nɑ/（祖母） | /ŋ̍/ 五魚午（端～） |

#### 新派上海话的韵母（32个）
|        | 開尾韻（15个） | 開尾韻（15个） | 開尾韻（15个） | 開尾韻（15个） | 開尾韻（15个） | 開尾韻（15个） | 開尾韻（15个） |
| ------ | -------------- | -------------- | -------------- | -------------- | -------------- | -------------- | -------------- |
| 開口呼 | /ɿ/ 知次住     | /a/ 太柴鞋     | /o/ 花模蛇     | /ɔ/ 保朝高     | /ɤ/ 斗丑狗     | /ᴇ/ 雷來廿     | /ø/ 干官碗     |
| 齊齒呼 | /i/ 基錢费     | /ia/ 野寫亞    |                | /iɔ/ 條焦唷    | /iɤ/ 流尤休    |                |                |
| 合口呼 | /u/ 波歌做     | /ua/ 怪淮娃    |                |                |                | /uᴇ/ 貫回彎    |                |
| 撮口呼 | /y/ 居女软     |                |                |                |                |                |                |
|        | 鼻化元音韻和鼻尾韻（9个） | 鼻化元音韻和鼻尾韻（9个） | 鼻化元音韻和鼻尾韻（9个） | 入聲韻（5个） | 入聲韻（5个） |
| ------ | ------------------------- | ------------------------- | ------------------------- | ------------- | ------------- |
| 開口呼 | /ɐ̃/ 打党唱                | /ən/ 奮登論               | /ʊ̆ŋ/ 翁蟲風               | /ɐʔ/ 石舌脱   | /oʔ/ 北郭目   |
| 齊齒呼 | /iɐ̃/ 旺陽良               | /ɪ̆ɲ/ 緊人靈               | /iʊ̆ŋ/ 榮窮濃              | /ɪ̆ʔ/ 筆藥剧   |               |
| 合口呼 | /uɐ̃/ 光广汪               | /uən/ 困魂溫              |                           | /uɐʔ/ 挖刮劃  |               |
| 撮口呼 |                           | /ʏ̆ɲ/ 均雲訓               |                           | /ʏ̆ʔ/ 浴雪缺   |               |
| 其他（3个） | /əl/ 而爾耳 | /m̩/ 姆嘸 | /n̩/ 五魚嗯 |
新派上海话中，
- /iᴇ/ 并入 /i/（烟读作衣）；/yø/ 并入 /y/（圆读作于）；/uø/ 并入 /ø/（官读作干）
- /ɑ̃/ 并入 /ɐ̃/（党读作打）；/iɑ̃/ 并入 /iɐ̃/（旺读作阳）；/uɑ̃/ 并入 /uɐ̃/（王读作横）
- /əʔ/ 并入 /ɐʔ/（墨读作袜）；/iɐʔ/ 并入 /ɪ̆ʔ/（脚读作急）；/uəʔ/ 并入 /uɐʔ/（骨读作刮）；/ioʔ/ 并入 /ʏ̆ʔ/（肉读作月）
- /ŋ̍/ 并入 /n̩/

#### 老派上海话的韵母（54个）
|        | 開尾韻（22个） | 開尾韻（22个） | 開尾韻（22个） | 開尾韻（22个） | 開尾韻（22个） | 開尾韻（22个） | 開尾韻（22个） | 開尾韻（22个） | 鼻化韻和鼻尾韻（12个） | 鼻化韻和鼻尾韻（12个） | 鼻化韻和鼻尾韻（12个） | 鼻化韻和鼻尾韻（12个） | 入聲韻（16个） | 入聲韻（16个） | 入聲韻（16个） | 入聲韻（16个） | 入聲韻（16个） | 入聲韻（16个） | 入聲韻（16个） |
| ------ | -------------- | -------------- | -------------- | -------------- | -------------- | -------------- | -------------- | -------------- | ---------------------- | ---------------------- | ---------------------- | ---------------------- | -------------- | -------------- | -------------- | -------------- | -------------- | -------------- | -------------- |
| 開口呼 | /ɿ/ /ʮ/        | /ɑ/            | /ɛ/            | /e/            | /ø/            | /ɔ/            | /o/            | /ɤ/            | /ɑ̃/                    | /ã/                    | /oŋ/                   | /əŋ/                   | /ɑʔ/           | /aʔ/           | /əʔ/           |                | /øʔ/           | /ɔʔ/           | /oʔ/           |
| 齊齒呼 | /i/            | /iɑ/           | /iɛ/           | /ie/           |                | /iɔ/           | /iu/-/io/      | /iɤ/           | /iɑ̃/                   | /iã/                   | /ioŋ/                  | /iŋ/                   | /iɑʔ/          | /iaʔ/          | /iəʔ/          | /ieʔ/          |                |                | /ioʔ/          |
| 合口呼 | /u/            | /uɑ/           | /uɛ/           | /ue/           |                |                |                |                | /uɑ̃/                   | /uã/                   |                        | /uəŋ/                  | /uɑʔ/          | /uaʔ/          | /uəʔ/          |                |                | /uɔʔ/          |                |
| 撮口呼 | /y/            |                |                |                | /yø/           |                |                |                |                        |                        |                        | /yəŋ/                  |                |                |                |                | /yøʔ/          |                |                |
| 其他（4个） | /əl/ | /m̩/ | /n̩/ | /ŋ̍/ |
註：老派上海話中的/iəʔ/韻只會在「吃」字出現。
老派到中派的演变：
- /ʮ/ 并入 /ɿ/（书读作司）
- /ɛ/、/e/ 并入 /ᴇ/（不分兰来）；部分 /iɛ/ 和 /ie/ 并入 /iᴇ/（不分廿年）；/uɛ/（部分）、/ue/ 并入 /uᴇ/（不分关规）；另外的/ue/变为/uø/（如“官”字）；/iu/-/io/ 并入 /yø/（仅“靴”字）
- /ɑʔ/、/aʔ/ 并入 /ɐʔ/（不分麦袜）；/iɑʔ/、/iaʔ/ 并入 /iɐʔ/（不分脚甲）；/uɑʔ/、/uaʔ/ 并入 /uɐʔ/；/iəʔ/、/ieʔ/ 并入 /ɪ̆ʔ/（不分吃切）；/øʔ/ 并入 /əʔ/（不分卒织）；/ɔʔ/ 并入 /oʔ/（不分落六）；/uɔʔ/ 部分并入/uəʔ/（如扩读作阔），部分并入 /oʔ/（如郭读作国）

### 声调
根據《上海方言詞典》，市區老派上海话有6个单字调：
| 調類 | 調值   | 註釋              |
| ---- | ------ | ----------------- |
| 陰平 | ˥˧ 53  |                   |
| 陽舒 | ˩˧ 13  |                   |
| 陰上 | ˥˥ 55  | 實際調值為 ˦˦ 44  |
| 陰去 | ˧˥ 35  |                   |
| 陰入 | ʔ˥ 55  |                   |
| 陽入 | ʔ˩˧ 13 | 實際調值為 ʔ˩˨ 12 |
「陽舒」調由陽平、陽上、陽去三個聲調合併而成。老派的連續變調產生6個新的調值：˧˧ 33、˧˩ 31、˩˩ 11、ʔ˥˧ 53、ʔ˧ 33、ʔ˩ 1。中派和新派都只有4個單字調，阴阳去仅以声母为标志，调值上的微小差异无法区分，故可归纳为4个。陰上與去声相混，同讀去声。中派上海話的聲調如下：
| 代碼 | 調類 | 清濁 | 調值   | 例字     | 對應中古聲調        | 对应粤语／閩語调类 | 对应官话调类     |
| ---- | ---- | ---- | ------ | -------- | ------------------- | ------------------ | ---------------- |
| 1    | 陰平 | 清   | ˥˧ 53  | 刀漿司東 | 全清/次清 平声      | 阴平               | 阴平             |
| 5    | 去声 | 清   | ˧˦ 34  | 島到獎醬 | 全清/次清 上声/去声 | 阴上、阴去         | 阳平、上声、去声 |
| 6    | 去声 | 濁   | ˩˧ 23  | 桃導道墻 | 全浊/次浊 平/上/去  | 阳平、阳上、阳去   | 阳平、上声、去声 |
| 7    | 陰入 | 清   | ʔ˥ 55  | 雀削說足 | 全清/次清 入声      | 阴入               | 入声（部分官话） |
| 8    | 陽入 | 濁   | ʔ˩˨ 12 | 嚼石曲食 | 全浊/次浊 入声      | 阳入               | 入声（部分官话） |
上海話音調向重音化方向演變，声调从8个合併成4个，实际上只餘下一个降调（阴平）和一个平升调，变得十分简单。这使得上海人讲话声调的自由变体相当宽泛，如降调調值读成“53”、“51”、“552”都不影响听感，平升调读成平降升调也不会影响理解。语音随着词汇语法词双音节连调成为主流以后，上海话已经演变为“延伸式”连调，后字都失去了独立的声调而弱化粘着。前字有声调音位的作用，除此以外，只有一高一低或一低一高，上海话语流中的语音词读音已像日语的读法。
目前，上海话语的语流中，相对稳定的音位有两类，一类是声母，一类是前字声调，这两类为首的音位对上海话语音正起着重要的稳定作用。
由于人口融合带来的快速变化，加之中、新派語音愈見受到普通話的大量影响，上海话已经演變為一种不同于其它吴语的特殊分支。如今上海话已成为类似诸如日语、韩语、欧洲语言的一种“有声無調”，僅有音高重音的独特汉语變體。

### 連讀變調
上海話中有兩種變調方式，第一式變調適用於一般詞語，第二式變調僅適用於動賓短語等結構。以中派上海話為例：
| 代碼 | 調式   | 單字調 | 二字調    | 三字調     | 四字調                        | 五字調             |
| ---- | ------ | ------ | --------- | ---------- | ----------------------------- | ------------------ |
| 1.   | 陰平式 | 53     | 55＋21    | 55＋33＋21 | 55＋33＋33＋21                | 55＋33＋33＋33＋21 |
| 5.   | 去声式 | 34     | 33＋44[1] | 33＋55＋21 | 33＋55＋33＋21                | 33＋55＋33＋33＋21 |
| 6.   | 去声式 | 23     | 22＋44    | 22＋55＋21 | 22＋55＋33＋21                | 22＋55＋33＋33＋21 |
| 7.   | 陰入式 | 55     | 33＋44    | 33＋55＋21 | 33＋55＋33＋21                | 33＋55＋33＋33＋21 |
| 8.   | 陽入式 | 12     | 11＋23    | 11＋22＋23 | 11＋22＋22＋23 22＋55＋33＋21 | 22＋55＋33＋33＋21 |
注1：清声母去声式的二字调变化存在特例，阴去后接少部分阴去、阳去时，连续变调模式同阴平式的二字调（55＋21）。这是因为中古汉语的浊上归入去声。
可见，上海话的一个语音词内的连读变调模式基本上完全是由首字调类决定的。除首字阴平的二字组是前高後低外，其他二字组的各字变调后调值的相对高低都是「前低後高」，只是绝对的音高有差别，但在日常应用时往往听不出来。同样地，除首字阴平的多字组外，其他多字组的相对音高格式基本都是第二字高，其余字均低。
| 發生變調的位置                   | 1. 陰平調 | 5. 清去調 | 6. 浊去調 | 7. 陰入調 | 8. 陽入調 |
| -------------------------------- | --------- | --------- | --------- | --------- | --------- |
| 只有一個字時                     | 44        | 44        | 33        | 44        | 22        |
| 上個單字後的單字                 | 44        | 44        | 33        | 44        | 22        |
| 二字、多字組的末字               | 33        | 33        | 33        | 33        | 33        |
| 上個二字、多字組後面較緊密的單字 | 33        | 33        | 33        | 33        | 33        |
至於老派上海話中二字變調的規律如下（如《上海方言詞典》所示）。在老派發音中，雖然單字的陽平、陽上、陽去三個聲調已經合併成「陽舒」調，但在連讀變調中仍然體現出八個聲調。
| 首字 \ 次字 | 陰平        | 陽平        | 陰上        | 陽上        | 陰去                          | 陽去                          | 陰入         | 陽入         |
| ----------- | ----------- | ----------- | ----------- | ----------- | ----------------------------- | ----------------------------- | ------------ | ------------ |
| 陰平        | ˥˥ 55 ˥˧ 53 | ˥˥ 55 ˥˧ 53 | ˥˥ 55 ˧˩ 31 | ˥˥ 55 ˧˩ 31 | ˥˥ 55 ˧˩ 31                   | ˥˥ 55 ˧˩ 31                   | ˥˥ 55 ʔ˥˧ 53 | ˥˥ 55 ʔ˥˧ 53 |
| 陽平        | ˩˩ 11 ˧˧ 33 | ˩˩ 11 ˧˧ 33 | ˩˩ 11 ˧˧ 33 | ˩˩ 11 ˧˧ 33 | ˩˩ 11 ˧˧ 33                   | ˩˩ 11 ˧˧ 33                   | ˩˩ 11 ʔ˥˧ 53 | ˩˩ 11 ʔ˥˧ 53 |
| 陰上        | ˧˧ 33 ˥˧ 53 | ˧˧ 33 ˥˧ 53 | ˧˧ 33 ˥˧ 53 | ˧˧ 33 ˥˧ 53 | ˥˥ 55 ˥˥ 55                   | ˥˥ 55 ˥˥ 55                   | ˧˧ 33 ʔ˥˧ 53 | ˧˧ 33 ʔ˥˧ 53 |
| 陽上        | ˩˩ 11 ˥˧ 53 | ˩˩ 11 ˥˧ 53 | ˩˩ 11 ˥˧ 53 | ˩˩ 11 ˥˧ 53 | ˩˩ 11 ˥˥ 55                   | ˩˩ 11 ˥˥ 55                   | ˩˩ 11 ʔ˥˧ 53 | ˩˩ 11 ʔ˥˧ 53 |
| 陰去        | ˧˧ 33 ˥˧ 53 | ˧˧ 33 ˥˧ 53 | ˧˧ 33 ˥˧ 53 | ˧˧ 33 ˥˧ 53 | A. ˥˥ 55 ˧˩ 31 B. ˥˥ 55 ˥˥ 55 | A. ˥˥ 55 ˧˩ 31 B. ˥˥ 55 ˥˥ 55 | ˧˧ 33 ʔ˥˧ 53 | ˧˧ 33 ʔ˥˧ 53 |
| 陽去        | ˩˩ 11 ˥˧ 53 | ˩˩ 11 ˥˧ 53 | ˩˩ 11 ˥˧ 53 | ˩˩ 11 ˥˧ 53 | ˩˩ 11 ˥˥ 55                   | ˩˩ 11 ˥˥ 55                   | ˩˩ 11 ʔ˥˧ 53 | ˩˩ 11 ʔ˥˧ 53 |
| 陰入        | ʔ˧ 33 ˥˧ 53 | ʔ˧ 33 ˥˧ 53 | ʔ˥ 55 ˥˥ 55 | ʔ˥ 55 ˥˥ 55 | ʔ˥ 55 ˥˥ 55                   | ʔ˥ 55 ˥˥ 55                   | ʔ˧ 33 ʔ˥˧ 53 | ʔ˧ 33 ʔ˥˧ 53 |
| 陽入        | ʔ˩ 1 ˩˧ 13  | ʔ˩ 1 ˩˧ 13  | ʔ˩ 1 ˩˧ 13  | ʔ˩ 1 ˩˧ 13  | ʔ˩ 1 ˩˧ 13                    | ʔ˩ 1 ˩˧ 13                    | ʔ˩ 1 ʔ˩˧ 13  | ʔ˩ 1 ʔ˩˧ 13  |
前字陰去、後字去聲時的變調方式視乎個別詞語而定。

## 表记

### 拉丁化
上海话作为一种重要的吴语方言，有不少拉丁化方案。这些拉丁化方案，基本可以划分为三个阶段。
第一个阶段，乃是上海开埠前后直至民国，西方传教士为便于传教，制定了多种上海话罗马字将圣经等基督教文献翻译为上海土白。较为著名的是上海话教会罗马字，例如：顾维钧Koo Vi Kyuin。
第二个阶段，乃是民国五四运动之后，受白话文运动及汉语拉丁化运动影响，多种中国本土人士设计的吴语拉丁化方案得以面世。其中以与“北拉”同时期的“江拉”为代表。
第三个阶段，乃是中华人民共和国建立后，特别是改革开放以后，上海话的研究得以恢复，上海话教学也产生对上海话拼音方案的需求。此时涌现出不同学者的上海话拼音方案。2001年，网上方言运动的发起人在新浪网推出了一套基于国际拉丁字母拼写和转写习惯的拼写方案。之后，随着互联网的发展，网上亦涌现出一批上海话拼音方案，包括一些基于假名、谚文等非拉丁文字的。

### 其他表記方式
除了拉丁化方案之外，在上海開埠初期，還出現了上海土音字（英語：New Phonetic Character）。該套系統由美國傳教士高第丕（1821-1902）發明，最初用來在上海傳教。之後有人運用他發明的土音字，出版土音字版的《伊索寓言》（上海話：伊娑菩个比方）。現由澳大利亞國家圖書館收藏。

## 词汇
移民的母語在不同程度上冲淡了上海话中的土语特征，发展了吴语公约数的成分。如“地方”取代了“户荡”、“场許”，“外头”、“外面”取代了“外势”、“外首”，“左面”取代了“左半爿”，“拿”取代了“担”，“汏”取代了“净”，“回去”取代了“归去”，“回來”取代了“轉來”，“难为情”取代了“坍铳”。上海话在原松江片方言底层的基础上迅速发展，使属于吴语临海僻远地带的、原来发展最为缓慢的、较苏州话、嘉兴话保留更多古老特征的旧上海话，在百年内一跃成为吴语诸方言中发展最速的新上海话。

### 人稱代詞
老派上海話的人稱代詞是：
|      | 第一人稱                         | 第二人稱   | 第三人稱                                |
| ---- | -------------------------------- | ---------- | --------------------------------------- |
| 單數 | 我 /ŋu13/                        | 儂 /noŋ13/ | 渠（俗作佢、伊，下同）[來源請求] /ɦ̥i13/ |
| 複數 | 伲 /ȵi13/ 我伲 /ŋu13-11 ȵi13-55/ | 㑚 /nɑ13/  | 渠拉 /ɦ̥i13-11 lɑ13-55/                  |
中派、新派上海話的人稱代詞是：
|      | 第一人稱                 | 第二人稱   | 第三人稱                  |
| ---- | ------------------------ | ---------- | ------------------------- |
| 單數 | 我 /ŋu23, ɦ̥u23/          | 儂 /noŋ23/ | 渠/ɦ̥i23/                  |
| 複數 | 阿拉 /ᴀʔ5-33 lᴀ(ʔ)23-44/ | 㑚 /nᴀ23/  | 渠拉 /ɦ̥i23-22 lᴀ(ʔ)23-44/ |
- 第一人稱複數到“阿拉”的變化明顯是受寧波話的影響。
- 所有格通過在代詞或名詞後添加“個” /gəʔ/ 而構成。

### 指示代詞
見表格：
|            | 近指        | 遠指     |
| ---------- | ----------- | -------- |
| 老派       | 迭 /dieʔ13/ | 伊 /i53/ |
| 中派、新派 | 嗰 /gəʔ12/  | 埃 /ᴇ53/ |

### 常用单词示例
下表以國際音標表示中派上海话发音。
| 普通话         | 国际音标                                              | 汉字                             |
| -------------- | ----------------------------------------------------- | -------------------------------- |
| 上海话         | /z̥ɑ̃22 hᴇ44 ɦᴇ22 ɦo44/                                 | 上海言话、上海閒話               |
| 上海人         | /z̥ɑ̃22 hᴇ55 ȵɪ̆ɲ21/                                     | 上海人                           |
| 你好           | /nʊ̆ŋ33 hɔ34/                                          | 侬好                             |
| 再见           | /ʦᴇ55 ɦɯᴇ21/                                          | 再会                             |
| 谢谢你         | /ʑ̥iᴀ22 ʑ̥iᴀ55 nʊ̆ŋ21/, /ʑ̥iᴀ22 ɦiᴀ55 nʊ̆ŋ21/              | 谢谢侬                           |
| 对不起、劳驾   | /tᴇ33 v̥ə̆ʔ55 ʨʰi21/                                    | 对勿起                           |
| 但是、可是     | /d̥ᴇ22 z̥ɿ44/; /d̥ᴇ22 z̥ɿ55 nə21/                         | 但是、但是呢                     |
| 请             | /ʨʰɪ̆ɲ34/                                              | 请                               |
| 那个           | /ʔᴇ55 g̊ə̆ʔ21/; /ʔi55 g̊ə̆ʔ21/                            | 埃个、伊个、哎个                 |
| 这个           | /g̊ə̆ʔ11 g̊ə̆ʔ23/, /g̊ə̆ʔ11 ʔə̆ʔ23/                          | 箇個（搿個）                     |
| 那里           | /ʔᴇ55 tᴀʔ21/; /ʔi55 tᴀʔ21/                            | 埃搭、伊搭（哎𡍲、伊𡍲）         |
| 那里（远指）   | /ʔᴇ55 mi33 tᴀʔ21/; /ʔi55 mi33 tᴀʔ21/                  | 埃面搭、伊面搭（哎面𡍲、伊面𡍲） |
| 这里           | /g̊ə̆ʔ11 tᴀʔ23/                                         | 箇搭（搿搭、搿𡍲、搿）           |
| 有             | /ɦiɜ22 tə̆ʔ44/                                         | 有得                             |
| 沒有           | /ɦm̩22 pə̆ʔ44/; /mə̆ʔ12/                                 | 嘸不、沒                         |
| 在、正在       | /lᴀʔ11 hᴇ23/                                          | 来许（俗作“勒嗨”）               |
| 现在           | /ɦi22 z̥ᴇ44/                                           | 现在                             |
| 现在几点了？   | /ɦi22 z̥ᴇ44 ʨi33 ti55 ʦʊ̆ŋ21/                           | 现在几点钟？                     |
| 哪里           | /sᴀ22 d̥i55 fɑ̃21/, /sᴀ44 d̥i22 fɑ̃44/; /ɦᴀ22 li55 tᴀʔ21/ | 啥地方、何里𡍲（俗作“嚡里搭”）   |
| 什么           | /sᴀ34/                                                | 啥                               |
| 谁             | /sᴀ22 ȵɪ̆ɲ44/; /ɦᴀ22 li55 ɦɯᴇ21/                       | 啥人、何里位                     |
| 为什么         | /ɦɯᴇ22 sᴀ44/                                          | 为啥                             |
| 什么时候、何时 | /sᴀ33 z̥ə̆ɲ55 kɯɑ̃21/, /sᴀ44 z̥ə̆ɲ22 kɯɑ̃44/                | 啥辰光                           |
| 怎么           | /nᴀ22 nə̆ɲ44/; /nᴀ22 nə̆ɲ55 kᴀ21/                       | 哪恁、哪恁介                     |
| 多少钱？       | /ʨi33 d̥i44/                                           | 几钿？                           |
| 对、是         | /ɦᴇ34/; /tᴇ33 g̊ə̆ʔ44/                                  | 欸，对个                         |
| 不对、不是     | /ɦm̩23/; /v̥ə̆ʔ11 z̥ɿ23/; /ɦm̩22 mə̆ʔ44/; /v̥iɔ23/           | 呒、勿是、呒没、覅               |
| 电话号码       | /d̥i22 ɦo44 ɦɔ22 d̥ɜ44/                                 | 电话号头                         |
| 家             | /ʊ̆ʔ33 li55 ɕiã21/                                     | 屋里向                           |
| 洗手间在哪里？ | [da.sɤɯ.kɛ ɺəʔ.ɺɐʔ ɦa.ɺi.tɐʔ]                         | 汏手间勒何里𡍲？                 |
| 吃过晚饭了吗？ | [ɦia.vɛ ʨʰɪʔ.ku.ləʔ va]                               | 夜饭吃过了𠲎？                   |
| 我不知道       | [ŋɯ; vəʔ.ɕiɔ.təʔ]                                     | 我勿晓得                         |
| 您会说英语吗？ | [nɔ̃ 'ɪɲ.vən ɦue.təʔ kã va]                            | 侬英文会得讲𠲎？                 |
| 我爱你。       | [ŋɯ; e nɔ̃]                                            | 我爱侬！                         |
| 我爱慕你。     | [ŋɯ; e.moʔ nɔ̃]                                        | 我爱慕侬。                       |
| 我很喜欢你。   | [ŋɯ; ɺɔ 'huø.ɕi nɔ̃ ɦəʔ]                               | 我老欢喜侬个！                   |

### 外来词
19世紀末20世紀初的時候，由於頻繁同外來語接觸，上海話吸收了大量外來詞彙，通過音譯、意譯或引申義等形式融入了上海話中。其中聯繫較多的語言有英語。“凡士林（vaseline）”、“水門汀（cement）”便出自英語。雖然這些外來詞彙中很多都已經退出歷史舞台，但它在一定程度上影響或增加了許多上海話甚至普通話中的詞彙。很多詞彙一直沿用至今，如：蹩腳（bilge）、高爾夫球（golf）、啤酒（beer）等，部份詞彙已經傳至其他方言區（包括官話區），成為漢語中被普遍認同的詞語，如：麥克風（microphone）、時髦（smart）等。

| 外语           | 上海话字词及标准汉语解释                                      |
| -------------- | ------------------------------------------------------------- |
| bilge          | 蹩脚                                                          |
| beg say        | 瘪三                                                          |
| Broadway       | 百老匯                                                        |
| butter         | 白脫，即黃油                                                  |
| Corner ball    | 康乐球                                                        |
| cement         | 水门汀                                                        |
| chance         | 混“腔司”                                                      |
| Cheat          | “赤”佬                                                        |
| colour         | 克拉                                                          |
| Dear           | 嗲                                                            |
| Dashing        | 扎“台型”                                                      |
| Fancier        | “发烧”友                                                      |
| Get            | “轧”朋友 轧闹猛                                               |
| Gander         | 戆徒                                                          |
| Juice          | 退“招勢”                                                      |
| Kite           | 小“开”                                                        |
| Leads          | 接“翎子”                                                      |
| litter         | 邋遢（一说该词源自满语）                                      |
| let me see see | 来脱米西西，让我看看                                          |
| Microphone     | 麦克风                                                        |
| Monkey         | “门槛”精                                                      |
| Much           | 麦克麦克                                                      |
| on-sale        | 盎三                                                          |
| party          | 派對                                                          |
| Plug           | 插扑扑罗头                                                    |
| roof window    | “老虎”窗                                                      |
| Russian        | 羅宋                                                          |
| Simons         | 席梦思                                                        |
| Smart          | 时髦                                                          |
| society        | 十三点 十三点以前也有“交际花”的意思。                         |
| sofa           | 沙发                                                          |
| Spring         | 弹簧 始別靈                                                   |
| Starter        | 斯帶脫                                                        |
| Steam          | 热“水汀”                                                      |
| Stick          | 史的克 老“狄克”，拐杖                                         |
| telephone      | 德律风 见民国时期小说描述上海人说话，如《马永成》，现已不用。 |
| too bad        | 推板 例：格个人推板勿啦                                       |
| trick          | 觸揢（促掐）                                                  |
| goal           | 高尔（守门员）                                                |

## 发展现状
1930年代是上海话的黄金时期。和香港类似，上海的作家们意译或者音译很多英文单词，用到书面文本中去，通过当时上海极其发达的各种平面媒体进行传播，然后被普通话吸收。但近三十年来，由于普通話的推广与對普通話的依賴，上海话的造词能力严重衰退，只出现了一个语式“勿要忒……”，以及“淘浆糊”等屈指可数的几个新词。
从1980年代后期开始，上海大部分学校统一用普通话授课，很多学校对说本地語言的行为扣品行分处理。可以说是“进了学校门儿，就到了北京城儿”了。另外在媒体傳播方面，政府取消了几乎所有广播电台和电视节目中的上海话内容。90年代初，上海话的电视连续剧《孽债》受到上海观众的欢迎。但是第二部沪语连续剧在开播之前被叫停，后来只播出了普通话配音版本。在近几年上海的电视荧屏上也出现了一些以上海话为主要语言的情景喜剧，如《老娘舅》等。很多上海话培训部也因为学員不够而关门。著名沪剧演员马莉莉发现已经很难招聘到发音合格的年轻沪剧演员，对此她曾提出建议，要求对上海话进行保护；时任上海市委书记陈良宇对此做了肯定的批示。
中国大陆自2000年起社会輿論开始聲討上海人竟敢在公共場合講母語，導致上海人不敢對服務行業的人講母語，怕被認為是在歧視外地人；甚至在課堂上同樣如此，會被同學認為是在秀“優越感”。
2005年起，上海舆论界“保卫上海话”的呼声越来越高。
當今許多上海本地兒童已经無法全部使用上海话和他人沟通，甚至出現全然不會講的情形。根据2013年《中文自修》杂志对上海多所中学进行的调查，仅有三成的在读中学生能够完全使用上海话交流。《新民晚报》某文认为“在浦东講上海話是沒文化的表現”，招致上海本地人广泛批评。对于日益增长的保护传统上海话的舆论呼声，上海市的教育部门已经采取了一些措施，比如在主要的公立幼儿园内，都配置了上海话的教师。儿童们每周会有一节上海话的课程。
上海作为中国最繁华，经济及文化最发达的地区，推广普通话，减少人們尤其是與官話人沟通障碍方面确实起到了非常重要的作用，但同时造成了传统語言的消失，以及传统地域文化的消失。
此外，由於廣東作為中國目前另一個經濟最發達的地區，而粵語（廣東話）卻能很好的保留、其本土電視臺，公共廣播都用粵語播報，大街小巷都能聽到粵語，其普及乃至作為一種流行時尚的象徵，雖然廣東話的推廣有香港影視劇方面強勢影響的因素，但這種同被中國政府定為方言的語言，處境卻極為不同的現象也使部分上海人尤其是一些年輕人開始質疑上海話對促進經濟發展是否會帶來阻礙，並對目前上海話的處境表示不滿。客觀事實表明，在地方語言問題上，上海話遭到了嚴重的區別對待和不公正的待遇，以此在社會上也引發了不少風波，影響最大的是2009年年底的「團團門事件」，對此事件的處理結果也使部分上海市民開始懷疑相關部門特別注重在上海推廣普通話的動機。
2011年10月24日，胡寶談所著《弄堂（上海話）》由上海書店出版社出版。這是第一本上海話小說。詞典化的編排和注釋，標注上海話音標，使用上海話正字。該書表示「能保護上海話，保護方言，也就是保護人類共同的文化遺產」。
電視劇方面，2011年上海广播电视台電視劇頻道播出了《愛情公寓》上海話版，但播了5集（每天1集）就又因為反響一般而停播。2013年9月5日起，該頻道推出電視劇《斷奶》的上海話配音版，並相繼播出《婆婆來了》、《保姆》、《月嫂》等多部原爲普通話電視劇的上海話配音版本。2023年12月28日，上海话原声版本的电视剧《繁花》开始在CCTV-8播出。
2013年，上海开始在公交车线路上逐步推广上海话报站。
2017年起，內建在蘋果iOS 11系统中的「Siri」人工智能軟件正式支持上海話的聽寫功能，為继普通話及粵語後第三種獲蘋果iOS支持聽寫的中國語言。
2019年1月，歌手林宝推出中国首张个人沪语唱片专辑《上海谣》。

### 引用
1. ↑  汪平.  (PDF). 语言教学与研究 2003年第1期: 34. 2003年  [2018-05-20]. （原始内容 (PDF)存档于2018-05-20）.
2. ↑  钱乃荣，《上海语言发展史》
3. ↑  . （原始内容存档于2006-07-20）.
4. ↑  . SERICA. 2012-12-10  [2016-07-28]. （原始内容存档于2016-10-13）.
5. ↑  . www.thepaper.cn.   [2016-07-28]. （原始内容存档于2020-11-30）.
6. ↑  A.B. Cabaniss. . 1856. （原始内容存档于2020-11-06）.
7. ↑  . （原始内容存档于2009-05-01）.
8. ↑  张星云. . 《三联生活周刊》. 2020年12月21日, 1118 (51)  [2021-07-01]. （原始内容存档于2021-07-01）.
9. ↑  . 中国网. 2013-03-04  [2013-12-27]. （原始内容存档于2013-12-27）.
10. ↑  “新上海人”，浦东密集度最高，办公大楼里最多。到浦东，尤其是陆家嘴，都说普通话，说上海话是没有文化的表现，有点像美国土著红种人。, 《新英雄闯荡上海滩，不限户籍个个精英》, 2月4日, 上海《新民晚报》
11. ↑  .   [2009-05-18]. （原始内容存档于2011-11-20）.
12. ↑  . 车讯网. 2013年9月6日  [2014-02-10]. （原始内容存档于2020-11-23）.
13. ↑  . 东广新闻台. 2017-08-16  [2019-01-13]. （原始内容存档于2020-11-23）.
14. ↑   （页面存档备份，存于） 關於 iOS 11 更新, 蘋果管放網頁
15. ↑   （页面存档备份，存于） 學好外語！Apple Siri 聽懂上海話, Unwire.hk
16. ↑   （页面存档备份，存于） 儂好！蘋果手機Siri 會說上海話, 聯合新聞網
17. ↑   （页面存档备份，存于） 蘋果手機更新 Siri學說上海話,中時電子報
18. ↑   （页面存档备份，存于） 苹果Siri能听懂上海话 支持点对点支付, 新浪科技]
19. ↑  . 环球网. 2019-01-08  [2019-01-13]. （原始内容存档于2019-05-12）.